# Auguste (1779)
Pour les articles homonymes, voir Auguste (homonymie).
L'Auguste  est un navire de ligne français, en service de 1779 à 1795.

## Histoire
Navire de ligne de 80 canons, construit à Brest en 1777, lancé le 18 septembre 1778 et mis en service à partir de mars 1779, L'Auguste effectue ses premières patrouilles dans la Manche entre juin et septembre 1779.
Commandé par le vicomte de Rochechouart, le navire est placé dans l'escadre du comte d'Orvilliers, chargée de protéger les côtes françaises, avec Brest comme port d'attache. Entre septembre 1780 et mars 1781, le navire, dirigé par le capitaine de Clavières puis par le capitaine de Barras, croise au large d'Ouessant et de Belle-Île mais il ne rencontre aucun bâtiment anglais. Le 22 mars, commandé par le chef d'escadre Bougainville et le capitaine Castellan, le navire appareille pour l'Amérique, où il prend part à la bataille de Fort-Royal et à la bataille de la baie de Chesapeake, sous les ordres du vice-amiral de Grasse,.
En 1782, le navire participe à la bataille des Saintes.
Le futur général vendéen, François Athanase Charette de La Contrie, alors garde de la Marine, sert sur ce navire de mai 1780 à mars 1781.
En 1793, L'Auguste est rebaptisée Le Jacobin et fait partie de l'escadre de Brest. Il est impliqué dans les mutineries de Quiberon en septembre 1793.
En 1794, il participe à la bataille du 13 prairial an II, où il échoue à empêcher le HMS Queen Charlotte de briser la ligne française.
En décembre 1794, Le Jacobin est rebaptisé le Neuf Thermidor.
Le 29 janvier 1795, alors qu'il participe à la campagne du Grand Hiver, il est pris dans une tempête au large de Brest et fait naufrage avec la perte de la majeure partie de son équipage.